# マテリアル・パズル
『マテリアル・パズル』 (Material Puzzle) は、土塚理弘による日本の漫画作品。漫画雑誌『月刊少年ガンガン』（スクウェア・エニックス刊）2002年2月号より連載開始。略称は『MP』『マテパ』等。また、作中で魔法として登場する特殊能力の名称。
派生作品の内、直接的な繋がりのある『マテリアル・パズル 〜彩光少年〜』（マテリアルパズル さいこうしょうねん）および『マテリアル・パズル 〜神無き世界の魔法使い〜』（マテリアルパズル かみなきせかいのまほうつかい）については本記事にて記述する。『マテリアル・パズル ゼロクロイツ』については当該記事を参照。

## 概要
100余年前、ある惨劇に巻き込まれたことで、不老不死の身体に魂を共有することとなった3人が、魔法という力と仲間達を得て、背負った罪を償うべく、惨劇を起こした者との闘いに身を投じていくバトルファンタジー。 「存在変換」の設定により、3人の主人公が次々と入れ替わる（替わるたびに戦局や話の流れが変化する）展開や、章仕立ての長期に渡るストーリー、ギャグありシリアスありバトルありのバラエティーに富んだ内容などが特徴。
第2章の終了（2007年7月号）まで、基本的に1号に2話掲載する形式をとる。その後、2008年4月号までオムニバス形式の外伝を連載後、同年7月号から10月号まで、第3章のストーリーの一部を『マテリアル・パズル 〜彩光少年〜』（以下『彩光少年』）として短期集中連載。そして11月号より、作画担当に吉岡公威を据えた第0章、『マテリアル・パズル ゼロクロイツ』（以下『ゼロクロイツ』）の連載を開始。
そして、第2章終了時に「2007年末〜2008年初頭に連載開始」と発表された第4章、『マテリアル・パズル 〜神無〜』（マテリアルパズル かんな）は、上記の『彩光少年』『ゼロクロイツ』の連載に伴い、正式な開始時期などは長らく未定となっていたが、およそ10年後、出版社および掲載誌を講談社の『月刊モーニングtwo』へ移行し、2018年7月号（5月22日発売）より『マテリアル・パズル 〜神無き世界の魔法使い〜』として連載を再開。連載20周年を迎えた2022年12月22日に完結となった。

### 第3章以降の構成について
土塚の当初の予定では第3章そのものは執筆せず、章を1つ飛ばした第4章の中で「第3章に相当する時期に何が起きたか」を間接的に明かした後、「4章の時代の戦い」、そしてはるか昔の伝説として伝えられている「女神と大魔王の戦い」を描いて完結する構想であった。しかし「女神と大魔王の戦い」を『ゼロクロイツ』という独立した作品として連載することとなったため、その前にこれまでの主人公たちの戦いに一区切りをつけるため、第3章の内、主人公たちの戦いの決着に関する部分を『彩光少年』として執筆したという。
また、第4章はさらに細かな「節」に分かれており、第1節は、連載再開まで間が空いたため、本来のストーリーではしばらく不在となる3人の主人公を描くためと、世界観や設定のおさらいのために、不老不死である3人が“若かった”頃のエピソードが描かれる。その後、前後編の第2節を挟み、第3節より本来予定されていた4章のストーリーが始まる。

## あらすじ

### 序章 大地の片隅の3つのかけら
- 全3話（単行本1巻）

辺境の村で暮らす少年、御風（ミカゼ）は「とんでもない脅威」に突如襲われた村を救ってもらうため、はるか東の絶壁に住むという『不老不死の3人の魔法使い』を訪ねる。そこで出会った魔法使いの1人、アクアに実力を認められ共に村へと向かうが、その途中、不死であるはずのアクアは、些細なきっかけから突然死んでしまう。
すると死んだアクアの体は瞬く間に全く別の人物、ティトォへと「存在変換」する。彼らは1つの身体に3つの魂を共有し、死ぬたびに魂が入れ替わることで、生き永らえ続ける存在であった。
彼らは自分達を罪人と呼び、大地を滅ぼさんとする「女神」を倒し、自分らが犯した罪を償うために、100年以上の時を生き続け、そして死に続けていると語る。
同じ頃、外界での「存在変換」を感知したことで3人の所在を突き止めた「女神」の配下が、3人の元へと迫る。ここに、不老不死の罪人達と女神との、大地の存在を賭けた戦いが、100余年の時を越えて始まろうとしていた。

### 第1章 大陸の魔法使い達
- 全40話（単行本2〜8巻）

女神の配下を退けることに成功した3人は、永きに渡る女神との因縁に決着をつけることを決意し、旧知の仲である世界一の大国「メモリア」の国王の協力を得るべく、メモリア国を目指し旅を始める。しかしその道中の「アルカナ大陸」で、女神の手下の魔法使い達が次々と立ちはだかる。
旅をする中で仲間も次々と加わって行き、また後に明かされる伏線も次々と張られていく。最大の敵として、女神の「五本の指」の1人、“鬼人”ジール・ボーイが登場。

### 第2章 眠れる城の王子様
- 全81話（単行本9〜20巻）

ついにメモリア国へ到着した3人は、旧友たる国王と数10年振りの再会を果たし（当然国王の方は年老いているが）、力強い後ろ盾を獲得する。しかし女神側もまた、3人の不死の力とメモリアの地に封印された禁断魔法を狙うべく、メモリア国を襲撃する。
1章とは対照的に、メモリア国という1つの国の中で終始物語が展開する。新たな仲間として、メモリア国の王子グリンと1章最大の敵であったジール・ボーイが、最大の敵として、女神の「五本の指」の1人、“死神”ヨマが登場。
1章で存在を仄めかされた禁断魔法「命七乱月」の正体が明らかになり、その所有権を賭けての武闘大会「メモリア魔法陣」が開かれる。
その影で、3人目の「五本の指」、コルクマリーが連続猟奇殺人犯“斬り裂き魔”として暗躍。「平時は主人公達に近しいある人物に成り済ましている」という情報以外はその正体が本章の終盤まで明かされず、登場人物たちが斬り裂き魔の正体を推理し、暴いていく様子が他のエピソードと並行して展開する。
本章において、宿敵たる女神の最終目的や3人が不老不死になった経緯など、ストーリー上の大きな謎のいくつかが明かされる。また、前章では主人公達に助けられることも多かった仲間も、本章での修練と戦いを通し、力強く成長して行く。

### 第3章 煌めきの少年
上述の通り、第3章のストーリーは、主人公たちと女神との決着に関するエピソードのみがピックアップされ、『彩光少年』という名称で公表された。講談社の電子書籍販では章名と同一の『煌めきの少年』に改められる。

#### 彩光少年
- 全4話（『彩光少年』単行本1〜2巻／講談社電子書籍版21〜22巻）

数々の女神からの刺客を退け、メモリアの地に封印されていた禁断魔法をも手に入れた不老不死の3人と仲間達は、女神との最後の戦いに臨むべくメモリア国を旅立った。だがその後、戦いの結果はおろか、彼らの消息すらも全く途絶えてしまった。
3か月が過ぎたある日、不安を募らせるメモリア城にひとつの情報がもたらされた。決戦の地・パキ島の近海を通った人物。彼が目撃したのは、伝説の大魔王「デュデュマ」、そしてそれと対峙する巨大な“人形のようなもの”であった。
同じ頃、長い「時の眠り」の中にいたメモリア王子グリンは、夢の中に現れたメモリア初代女王から最終決戦の顛末を告げられた上で、ある1つの使命を託される。
エピソード中に、ストーリー序盤より名前のみが頻出していた最強の「五本の指」、“魔人”ジャンクーアが登場。またエピソードの最後に、第4章と第0章への導入部がそれぞれ描かれている。

### 第4章 神無き世界の魔法使い
本章より話数は1話から振り直されているが、小さくカッコ付けで前章までから継続した話数も併記されている。

#### 第1節 魔法の国の獣共
- 全10話（『神無』1〜3巻）

序章より60年ほど前。当時まだ100歳も迎えていなかった不老不死の3人は、世界一の大国「メモリア」に身を寄せ、若き国王の元で女神と戦うための力を磨く日々を送っていた。
そんな折、メモリア王室に「辺境の小さな村が野盗に襲われる」報せが入る。国王自らが3人に実戦経験を積ませるため、共に辺境へと出向いた結果遭遇したのは、野盗を隠れ蓑とし、ある目的のために世界各地から魔法と魔導の力を集める一団「神獣伍式隊」であった。
強大な魔法の使い手でもある国王、バレットはその圧倒的な力を以て制圧を試みるが、実力では遥かに劣るはずの隊員達の、多彩な魔導の技術と緻密な連携の前に敗北を喫し、王室を脅迫するための人質となってしまう。そして1人の隊員の裏切り・暴走を経て、“辺境の野盗退治”の戦火はメモリア王都をも巻き込む規模へと拡大して行く。
本来は第5節と6節の間に（5節で元「神獣伍色隊」の面子が敵味方に分かれて再会した後、その因縁を描く回想として）挿入される予定のエピソードだったが、上述の理由で章の最初に繰り上がった。
これまで年老いた姿で登場していた人物および後に本章で登場する人物の若い頃の姿と、対照的に外見はまったく変わらないものの、魔法や技術は発展途上である3人の主人公の様子が描かれる。

#### 第2節 百年大戦
- 全2話（『神無』3巻）

『彩光少年』直後を描く短編。不老不死の3人と女神との100余年に渡る戦いの決着は、決戦の地に現れた伝説の大魔王「デュデュマ」と巨大な“人形のようなもの”、クードラドールとの激突により混迷を極めていた。そんな中、突然発動した禁断魔法によって、3人の仲間達は、彼らを置き去りにして散り散りに飛ばされてしまう。
仲間の1人、御風は飛ばされた先で元「神獣伍式隊」総隊長と出会い、100余年の戦いの決着によってこれから大地に起こること、そしてそれに対し自分が成すべき使命を告げられる。

#### 第3節以降
パキ島での最終決戦から2年。大地の守護神「デュデュマ」が失われた結果、徐々に迫り来る大地の死に歯止めをかけるべく、御風は禁断魔法の本来の力を引き出すために必要な“7人の魔法使い”と、散り散りになった仲間達、そして不老不死の力を失ったはずの3人を探して旅をしていた。一方で女神側も最後の「五本の指」、“守護騎士”ナトラレーゼの指揮の元、決戦の最中に命を落とした女神の遺志を継いで活動を続けていた。
そんな中、いまだ緑豊かな地で暮らす幼い兄妹、ジャッカとビスカは、決戦の混乱の中で失われた「女神の秘宝」を父から授けられていたがために、秘宝を奪還せんとする女神の配下と対峙することとなる。妹・ビスカの命を繋ぎ止めている秘宝を護るために戦った二人は、御風の合流によって兄・ジャッカが魔法の力に目覚めたことで、秘宝を護り通すことに成功。御風達から世界の危機を伝えられ、また自らもその実態を目の当たりにした兄妹は、彼らの「世界を救う旅」に同行することとなる。

## 魔法 〜マテリアル・パズル〜
本作の世界における魔法は、あらゆる存在に宿る「魔力（マテリアル・パワー）」をパズルのように分解／再構築することで別のエネルギーを作り出し、この世に新たな法則を生み出す手法とされる。これを「マテリアル・パズル」と呼び、「マテリアル・パズル」を操る者を「魔法使い」と呼ぶ。魔法は基本的に一人にひとつしか習得していないが、使い手の鍛練と発想力次第で、使い方のバリエーションを増やすことができる。
単行本巻末の設定紹介ページにおいて、それぞれの魔法に「レベル」という数値が記載されているが、これは魔法の強弱ではなく習得の難度のようなもの（レベルが低くても強者が使えば強い、レベルが高いものは強者しか使えない）とされ、作中では高レベルの魔法の使い手を低レベルの魔法の使い手が打ち破る、という展開も存在する。
作中の時代では魔法の力はほぼ失われており、人々の間では、魔法使いは特別、あるいは伝説上の存在と見られている。

### 魔法の習得方法
習得には以下の方法がある。
修行で自ら編み出す
千人に一人の才能ある人間が、数十年適切な修行をして成功するかどうか、というほどの非常に難度の高い手段。
この方法で習得する頃には年老いてしまうのが常であり、不老不死となった主人公達は、若いままこの方法で習得できた数少ない例外に当たる。
魔法具を使う
魔法使いとしての素質や高い魔力の持ち主でさえあれば、自分と相性の合った魔法具を持つことで魔法を使えるようになる。この場合、魔法具を手放してしまうと魔法は使用できなくなる。
元から魔法を使える者が魔法具を使いこなせれば、複数の魔法を使用できることになる。
肉体に刻み込ませている
特別な血統、あるいは何らか行為で、自身の肉体に魔法の構築方法が刻みこまれた例。修練も魔法具もなしで魔法の発動が可能。
ただしコントロール方法などは自力で身につけなければならず、それが出来ないと意識して制御できない場合がある。

### 魔法一覧
魔法の詳細は、各登場人物の使用魔法の項を参照。
作中、明確な説明はされていないが、攻撃系・補助系などの系統分けや、「吸収型（用語解説#魔法関連参照）」の魔法など、ある程度の分類がされている。
| 属性      | 魔法名                 | 概要                                                                                         | 使用者           | 魔法具                           |
| 壊        | スパイシードロップ     | アメ玉の魔力を破壊エネルギーに変換                                                           | アクア           | 必要なし                         |
| 活        | 活力の炎               | 炎を変換し生物を回復／強化するエネルギーを作る                                               | ティトォ         | 必要なし                         |
| 魂        | 極楽連鞭               | 他者の魂を変換し操作する。交信／破壊も可                                                     | アダラパタ       | 携帯電話型の端末                 |
| 水        | ブルーリングス         | 吸収型。水を変換し自らの力として操る                                                         | 阿白             | 指輪                             |
| 水        | ブルーリングス         | 吸収型。水を変換し自らの力として操る                                                         | クインベル       | 指輪                             |
| 羽        | エンゼルフェザー       | 風を羽に変換し、物体につけて飛ばす                                                           | リュシカ         | 羽飾り                           |
| 鍵        | マスターキィ           | あらゆるものを開閉する                                                                       | クライム         | 鍵                               |
| 渦        | 叫星魔渦               | 引力や斥力の渦を作り出す                                                                     | ガシャロ         | 腕輪                             |
| 熱        | パイナップルフラッシュ | 自分のテンションを熱に変換                                                                   | ドルチル         | 腰につけた球                     |
| 霊        | 霊磁砲                 | 浮遊霊を変換して砲弾として放つ 構築に24時間かかるが対象を一撃必殺                            | 黒魔             | 十字架                           |
| 拳        | 三獅村祭               | 魔力を込めた拳から三種の魔法拳を放つ 魔法拳は合成が可能                                      | ジール・ボーイ   | 右手甲に埋め込まれた三つの飾り   |
| 氷        | 夜叉水晶               | 炎を氷に変換する                                                                             | 月丸             | 耳飾り?                          |
| 映        | 修羅万華鏡             | 何かに映る映像を操作する                                                                     | 太陽丸           | 耳飾り?                          |
| 血        | 真紅虎龍牙             | 禁断五大魔のひとつ 自分の血から分身や鎖などを生む。「無限増殖魔法」                          | ブライクブロイド | 魔爪棍                           |
| 歌        | ヘルキルデスベル       | 禁断五大魔のひとつ 歌や音で物理破壊や精神破壊を行う                                          | 舞響大天         | 鐘?                              |
| 仔        | マザー                 | 禁断五大魔のひとつ 「空間歪曲魔法」                                                          | クゥ             | 不明（必要ない可能性も）         |
| 皮        | ディシーヴワールド     | ガムから変換した皮を被せ、外見を変える                                                       | メイプルソン     | ハンカチ                         |
| 雷        | 穿印                   | 自らを雷と化し、“点精印”をつけた地点に落雷                                                   | グリン           | ハンマー                         |
| 時        | ゴッドマシン           | 禁断五大魔のひとつ 時の流れを移動する                                                        | グリン           | 必要なし                         |
| 凄        | 超覇導天武刻輪連懺吼   | なんか凄いらしい                                                                             | カイザート       | 額の飾り                         |
| 光        | ムーンアデルバ         | 吸収型。仮の名を「アデルバ」 光を変換し自らの力とする 月の光を吸収することで真の力を発揮する | 夜馬             | 杖                               |
| 蛇        | 妖老裸骨蛇             | 肉体の一部を蛇に変える                                                                       | 影鬼             | ヘッドギア                       |
| 弾        | ウィンクルディレクター | あらゆるものを弾丸のように飛ばす                                                             | ボブリッツ       | 口中の球                         |
| 土        | 土人形                 | 土から人形を作り操る                                                                         | メルチナ         | カード                           |
| 笑        | シャイニングベイスン   | 笑った者の頭上へタライを落とす                                                               | ピィゲル         | 耳飾り?                          |
| 鏡        | 怨身万華鏡             | カメラで顔を写した相手に、自分や周囲のダメージを伝える                                       | チョー           | カメラ                           |
| 情        | オーライーター         | 吸収型。負の感情を変換し自らの力とする                                                       | コモレビ         | 人形?                            |
| 斬        | 四閃三獄               | 他人の剣技をコピーし魔法の刃で再現する 最大十二人の剣技の刃を同時発生                        | コルクマリー     | 小剣?                            |
| 餌        | ドラゴンスフィア       | あらゆるものを球状に封じ込める                                                               | シャルロック     | 必要なし                         |
| 嘘        | 暗黒魔眼球             | 問いかけに嘘をつく、あるいは答えない相手を爆破する                                           | ダークアイ・Q    | 謎のマスコット                   |
| 凍        | アイスランランス       | 左手から凍結させる槍を生み出す 動くもののスピードを冷気に変換                                | リゼル           | 必要なし                         |
| 命        | 命七乱月               | 禁断五大魔のひとつ 魔法を超えた存在を生み出す                                                | ミカゼ           | 魔導鍵「エクスレイブ・マテリア」 |
| 盾        | 7thボルト              | 大気を変換して七種類の盾（結界）を作る                                                       | ナトラレーゼ     | 不明                             |
| 炎        | 焦天回廊               | 酒気を変換して炎を作る                                                                       | クインベル       | 不明                             |
| 重        | 三千大千世界           | 三つの“星”を生み出し重力を操作する                                                           | バレット         | 必要なし                         |
| 爪        | 葬送六花爪             | 爪で傷つけた者の肉体・精神を束縛する                                                         | ヤトイデカ       | 猫手                             |
| 爪        | 葬送六花爪             | 爪で傷つけた者の肉体・精神を束縛する                                                         | ニニ             | 必要なし                         |
| 跳        | 芭天蜂蝶               | 物質の硬度を変換、柔軟性と弾力を持たせる                                                     | リキネル         | 針つきのアクセサリ               |
| 糸        | 銀のイト               | 魔法具で受け止めた衝撃を糸に変換                                                             | ジャッカ         | 妹手甲                           |
| 蓄        | ベルセルクルヴェイパー | 蓄積した魔力で3分間爆発的にパワーアップ 効果終了後は24時間弱体化。再蓄積には更に24時間必要   | ギルショット     | “首のうしろの円柱形のやつ”       |
| 息        | ブレスオブブレス       | 7種類の型（ポーズ）から7種の息を吐く                                                         | プリマナ         | 不明                             |
| 罠        | 原始八卦図翠掟         | 植物の魔力を変換して罠を作り出す                                                             | イチマツ         | きのこのストラップ?              |
| 髪        | エボニープラント       | 髪から分身を作り出す 自分の髪を自在に操ることも                                              | キルリアントム   | 櫛                               |
| 庫        | 輪廻の棺と転生の棺     | 三十指が手放した魔法を回収・ストック・再配布できる                                           | エル・ボーイ     | 不明                             |
| [ 注 10 ] | 走馬灯車輪現           | 剣の斬撃を龍に変換する                                                                       | ゾンジ           | 必要なし                         |
| 食        | エッグ                 | あらゆるものを食らい、卵に変換する 卵からは食らったものに応じて様々なものが生まれる          | ジャンクーア     | 壺                               |

## 用語解説
『ゼロクロイツ』にも登場する同名の用語には、末尾に「※」を付加する（ただし同じ用語でも用法・意味は異なる場合がある）。

### 魔法関連
存在変換（そんざいへんかん） ※
ティトォ、アクア、プリセラの3人は、星のたまごの力により、1人が物理的な致死ダメージを受ける（病死なども含む）と、他の2人の内どちらかと魂が入れ替わり、肉体ごと別の存在となる。この入れ替わりを存在変換という。この力ゆえ、3人は不老不死と呼ばれることとなる。
広い意味では、「ある存在が別の存在へと換わること」全般を指す。魔法も「魔力を別の存在に換える」という点で一種の存在変換であり、同種の原理から成る魔法による死亡は、ティトォ達の存在変換に干渉し、その力を奪い取ることができる。グリ・ムリ・アはその点を利用して魔法使いの刺客「女神の三十指」を送り込む。
マテリアル・パワー
単純に「魔力」とも呼ばれる。物質、自然、肉体、果ては言葉や感情といった、あらゆる存在に宿るとされる、根源的な単体エネルギー。特に生物の肉体に宿るものは「霊力（オーラ） ※」とも呼ばれる（ただし性質上の違いはない）。
マテリアル使い（マテリアルつかい）
魔法と呼べるほどの高度なものではないが、「強靱な肉体を持つ」「精霊や動物と意思疎通できる」など、何かしらの常人離れした能力を持つ者達。高い魔力をその身に宿している、もしくは簡単な魔力操作を会得していることがマテリアル使いになる原因と言われている。
星のたまご（ほしのたまご） ※
ティトォ、アクア、プリセラの不老不死の力の源であり、グリ・ムリ・アが自らの野望のために求めているもの。「存在を司る力」「この世で最も清らかな力」とも呼ばれる。
大地（“星”は大地と同義）とそこに生きる存在からもたらされるエネルギーを、何億年にも渡って溜め込んだ結晶体。木の実のような外見を持つ。
本来は小さな欠片に弾け、大地や生き物に新たな活力を与えるが、様々な原因で極稀にそのままの形で残ることがある。その強大なエネルギーは因果律をも捻じ曲げ、過去に失われた命や魔法、滅んだ国土といった存在を蘇らせることすら可能とする。
星のたまごのかけら
大地に無数に存在する、弾けた星のたまごの欠片。三十指の魔法具や、グリ・ムリ・アと三大神器の不老不死の力の源となっている。力は大きさに比例し、欠片の中でも特に大きなものは「五大石」と呼ばれ、秘める力も大きい。
五大石（ごたいせき）
世界各地に散らばる、強力な魔力を持つ石。5つを揃えると大魔王さえ抑えつける力を発揮すると言われ、そのため女神が回収に取り当たっている。
石にはデュデュマのしもべである精霊が宿っており、星のたまごや三大神器の魔法など様々な魔力を制御・コントロールする能力を持つ。
魔法具（まほうぐ）
「魔法器具」または「魔法アイテム」とも呼ばれる。魔力を込めることで、複雑な魔法の構築を自動で行ってくれる道具。これを用いることで、素質や高い魔力の持ち主であれば魔法を使えるようになる。魔法具は魔法ごとに様々な形をとり、相性の合った使い手が手にしたときにのみその力を発揮する。
グリ・ムリ・アが三十指に与えた魔法具は、かつて誰かが編み出し消えていった魔法を魔法具として復活させたものであり、三十指がそれぞれ「星のたまごのかけら」を使い、自分に合った魔法を大地の記憶から呼び起こしたもの。呼び起こした者が死亡するとその魔法具も崩壊してしまう。だが崩壊した魔法具の魔法は元の大地へ還ることなく、ある手段により女神の元に保持される。
なお、メモリア城地下には、五大石の力により魔法具の魔法構築の働きを阻害し、魔法を使えなくさせる結界発動機が存在する。
魔導具（まどうぐ）
魔法と言えるほど複雑な変換や構築は行わないが、魔力を単純な打撃力や破壊力などへ変える武具や道具。「ハートオブメモリア」や「砕剣」、「七曜のコイン」などが登場している。
魔法具と異なり使用者を選ばず、誰でも使用が可能。
禁断五大魔（きんだんごたいま）
最強ランクとされる5つのマテリアル・パズルのこと。
ブライクブロイドの持つ“真紅虎龍牙”、舞響大天の持つ“ヘルキルデスベル”、クゥの持つ“マザー”、グリンの“ゴッドマシン”、ミカゼが継承した“命七乱月”がこれに当たる。
数ある魔法の中でもとりわけ制御が難しく、クゥ以外には完璧に使いこなせる者が存在しない。
メモリア魔法陣（メモリアまほうじん）
禁断魔法「命七乱月」の封印を解除、並びに継承者を決定するための武術大会。別名「禁断魔法命七乱月封印解除兼継承者選抜戦闘儀式」。
18人の魔法使い、もしくはそれに準ずる実力者が揃い、メモリア王が儀式を行うことで発動する。
出場者達が争い、勝ち進むことにより封印が解除されていき、優勝者に禁断魔法を使う資格が与えられる。
その名の通り対戦の組み合わせ表が魔法陣のような図形を描く。
主なルールは以下の通り。
- 決勝を除き、1対1対1の3人で試合が行われる（決勝のみ1対1）。自分以外の相手の戦闘不能、試合放棄（降参）、死亡のいずれかで勝利となるが、そのために共謀するも漁夫の利を狙うも、また三つ巴で戦うも対戦者達の自由。
- 全試合、禁断魔法が封印された小島を舞台に行われる（島全体が試合場）。武器等の持ち込み自由。
- 試合は1日1回、正午から開始され、午前0時までの12時間が試合時間として与えられる。
- 降参前の殺害は認められるが、降参した相手に危害を加えることは許されない。危害を加えた場合、勝者の資格を失う。

ドレス
魔法の応用の1つで、魔法によって生み出したエネルギーや物質をその身に纏う技術。場合によって「ドレス化」や「ドレスタイプ」とも呼称される。作中では何人かの魔法使い達が使用しているが、単語自体の詳細な定義は未出。
吸収型
いくつかの魔法が分類されているもので、源となる魔力をそれが宿る媒介ごと体内へ取り込むことで、構築を行うタイプの魔法のこと。
吸収した際、肉体そのものが大きく変化（変質、変身）するのが共通の特徴。魔法の使用によって魔力（の媒介）を放出すると元の姿に戻る。
なお、「吸収型」以外の分類は、現在まで登場していない。

### 女神関連
女神の三十指（めがみのさんじゅっし）
女神を名乗るグリ・ムリ・アの配下たる30人の魔法使い。
元々高い魔力とマテリアル・パズルを操る素質を持った者達が、グリ・ムリ・アに魔法具を渡され、配下となっている。ただし、グリ・ムリ・アの本当の目的を知っているものは少なく、特に指令がないときは、それぞれが好き勝手な活動をしている。
その仲間を増やす方法は、配下に加えたい者とって一番大切なものを奪いその心を空っぽにし（もしくは既に心が空っぽの人間に）、その心を埋めるように魔法の力を与えることにより支配する。そのため、家族や友人などの「大切な者」の死をグリ・ムリ・アにつけ込まれ、忠誠を尽くす者も多い。
ただし、素質がある者は誰でもスカウトしているので、単にマテリアル・パズル目的で仲間になる者や女神に近づくために仲間になる者などもおり、全員が女神に忠実というわけではない。
また、三十指に魔法具を与えることは、大地の力である「星のたまご」のかけらを消費し、さらに大地から魔法の記憶を引き出すことで、大地の分身たるデュデュマの力を削ぐという意味も持っている（誰かれ構わずスカウトしているのはそのため）。
彼らは純粋な戦闘力のみによって、S〜Cまでのランクに分けられている。最高であるSランクは五本の指のみで、その他の三十指はAランクが最高となる。
『ゼロクロイツ』において「女神の三十士」という読みが同一の言葉も登場したが、関係は不明。
五本の指（ごほんのゆび）
女神の三十指の中でも最強の5人。他の三十指とは比較にならない実力を持ち（魔法を使わずとも並の三十指を超える強さを持っている）、不老不死である三大神器のような例外を除けば、人間の頂点に立つ存在。
“魔人”ジャンクーアを筆頭とする、“鬼人”ジール・ボーイ、“死神”ヨマ、“斬り裂き魔”コルクマリー（斬り裂きマリー）、“守護騎士”ナトラレーゼが該当する。
彼らの魔法はあまりにも強力すぎるために完成させるのは容易ではないが、それゆえに完成させたときの力は凄まじく、同じ五本の指であるジール・ボーイですら、魔法を完成させたヨマと戦った際には全く太刀打ち出来なかったほどである。
三大神器（さんだいシンキ）
女神の三十指の上に立つ、と「設定された」、ブライクブロイド、舞響大天、クゥの3人。それぞれが最強ランクの魔法である禁断五大魔（上述）を1つずつ所持している。
三人ともかつてのドーマローラの生き残りの者達で、一時的だがティトォ達と同様に不老不死である。

### 世界の伝承
『大魔王』デュデュマ（だいまおうデュデュマ） ※
伝説やおとぎ話において、大地の底から現れ、あらゆる文明の力も通じない力で世界を滅したと伝えられている存在。100余年前のドーマローラ国に実際に出現し、ドーマローラ消滅の一因となった。
伝説やおとぎ話では、行き過ぎた文明により大地を汚した人類へ裁きを加えるために現れたが、『女神』と魔法使い達によって倒されたとされる。
その正体は「星のたまご」を護るための、大地の分身にして防衛本能でもある『星の守護神』と言える存在であり、その活動も私利私欲のために「星のたまご」を手にした者から、たまごを再び大地へと回収するためのものである。その『守護神』が『大魔王』と呼ばれるようになった経緯は『ゼロクロイツ』にて描かれている（それまでは星の守護者として信仰の対象にすらなっていた）。
大地の分身であるデュデュマは「星のたまご」以上のエネルギーを秘めており、そのためグリ・ムリ・アは自らの野望のため「星のたまご」のみならずデュデュマの力をも我が手にしようと企んでいる。
グリ・ムリ・アとティトォ達との最終決戦にて再出現、クゥから暴走した『異星の守護神』クードラドールと対峙するが吸収されてしまい、その結果、分身を失った大地は徐々に死へと向かい始める。
『女神』（めがみ） ※
伝説やおとぎ話において、人間に魔法の力を与え、その魔法使い達を率いデュデュマを倒したと言われている存在。詳細は不明。
グリ・ムリ・アは伝説上のそれとはまったく関係ないが、女神を名乗ることでこの伝説の高尚さを利用し、三十指や人々の信頼を集めている。

## 地理
ミルネシア地方
序章、および第1章序盤の舞台。後述のアルカナ大陸の北に位置する。小さな島々で構成された辺境であり、作中の人物からは「何一つ楽しい物がない超ド田舎」「クソ田舎」など散々な評価を下されている。
ミルホット村
準主人公、御風（ミカゼ）の住んでいた村。毒の胞子をばらまく巨大なキノコ「ヤマクイダケ」により危機に瀕し、ミカゼがその危機から故郷を救うためにアクアたちを訪ねたことで物語が始まる。
しかしその危機は村人達が独力で解決し、現在ではそれを観光の目玉にした「きのこ村」になってしまっている。更にミカゼがティトォを連れて帰った際には彼を迫害（キツネのおめんを付けていたため、怪物と勘違いされた）した上、三十指のアビャクとの戦闘で疲弊しているミカゼとティトォを尻目に、アビャクの魔法の力で枯れた森を新たな観光地の目玉として大喜びするという薄情さを見せたため、その後の御風からは「なんかもう滅んでいいわ」と愛想を尽かされている。
魔法使いの家
御風と出会うまで、ティトォ・アクア・プリセラが住んでいた家。荒野にそびえる絶壁の高台の上に建てられており、更に高台の上は深い森で、獰猛な獣も生息しているため、普通の人間は立ち入ることができない。かなりの高地であるにもかかわらず、気圧や生態系は低地と大差ない。加えて、感覚をおかしくする不思議な磁場で覆われており、天然の結界に包まれた土地となっている。この結界のため、アダラパタ達は何年もティトォ達を見つけ出せずにいた（3人がここに住んでいる事自体はかなり昔から周囲に知れ渡っていたが、この地の調査担当のアビャクがサボっていたため、発覚しなかった）。
ミルホット村からはずっと東に位置しており、道のない荒れた土地を通らなければならないので、常人なら3ヶ月はかかる険しい道のりとなっている。
少し離れたところには町もあり、かつてはティトォ達も出入りしていた。御風の被せられた怪しいおめんを売っている店もここにある。
アルカナ大陸
第1章の主な舞台。6つの区に分かれているが、大陸全体で一つの国のようになっている。森林資源に恵まれており、人々は昔ながらの暮らしのまま、自然とともに生きている。しかし少数民族による武力反乱の企てが行われるなど、情勢が安定していない一面も見られる。
治安はアルカナ軍が管理している。建物などのほとんどが木でできているため、警察隊よりも消防隊に力が入れられている。
交通はチャケカバという巨大な動物に引っ張らせるチャケカバ車が主流。
リーブ港
アルカナ大陸の北に存在する港で、ミルネシア地方からアルカナ大陸に渡った場合、この港に到着する。船から下りてすぐのところに三十指の一人、リュシカのパン屋があり、更にその近くにはリュシカの出身である孤児院「ムジナの穴」が存在する。
シェバ地方
アルカナ軍本部のある土地で、五本の指の一人、ジール・ボーイが特訓に使い、アクア達と闘った岩場もここに存在する。
パラディア空港
メモリア王国行きの便が出ている空港。シェバ地方の岩場から3日ほどの場所に存在する。
アクロア大陸
第2章の舞台であるメモリア王国の存在する大陸。アルカナ大陸の南に位置する。
メモリア王国
第2章の舞台であり、世界一の大国。アクロア大陸の東端に位置する。初代女王であるメモリア以来、代々の国王が生まれつきの魔法使いであることなどから、魔法王国とも呼ばれている。あらゆる文化・文明の中心であり、多くの人々にとってあこがれの国とされる。
大国であり、かつ現在でも魔法の技術などが残っていたため、グリ・ムリ・アもうかつに手を出すことができなかった。
墓を暗いものではなく、人の生きた証であり、記念碑のように扱う、という考えが根差しており、自分や家族の墓（文字の刻まれた小さな円錐や塔のような形）を、道や公園、建物の上や屋内など、どこにでもつくることができるという独特の風習が存在する。偉い人や金持ちは、より大きなものをより良い場所に作る。
メモリア城
メモリア王家の巨大な城であり、国同様世界一の城とされる。外側から見ることができるのは全体のほんの一部であり、その地下には何倍もの空間が隠されている。内部には多くの魔法道具や設備のほか、魔法具の発動を封じる結界を張る装置も存在する。
マージ島
メモリア魔法陣の舞台となる島。メモリア城から少し離れた場所にあり、普段は立入禁止となっている。島の中央には巨大な墓が建っており、魔法陣発動後は封印が解除されていく毎に強い光を放ち、魔法陣終了時に崩壊する。
自然の霊場で作られた天然結界の島であり、島の外とは気候も生態系も全く違う。
ドーマローラ国
ティトォ、アクア、プリセラの出身地である小さな島国。およそ100年前に、グリ・ムリ・アの野望が引き金となり消滅した。当時の航海技術では訪れることが難しかったため、他国との交流はほとんどなかった。漁業が盛んで、伝統芸能は飴細工。娯楽としては踊りがあった。
大地の奥深くに存在し、星のたまごを実らせることが出来る「星の樹」の根がたくさん生えていた。
イマリ国
三十指の一人、カイザートの出身地。かつてはドーマローラとも交流があった。かつて侵略の危機に陥った際、女神から魔法の力を授かったカイザートがこれを退け、「勇者」として諸外国にその名を轟かせることになった。
ウォーブール国
メモリア魔法陣出場者の一人、威塗（イド）の出身地。「石と鉄の国」と呼ばれる。内紛の耐えない国で、そのため世界一の軍事力を持ち、兵器の技術に関してはメモリアよりも進んでいる面がある。
王城の地下に神獣の1体が封じられており、第4章ではそれを巡って王都が戦乱の舞台となる。
クリスタベース国
メモリア魔法陣出場者の一人、リゼルおよび三十指の一人、クインベルの出身地。雪に覆われた寒冷地帯だが、資源などはとても豊か。
科学でマテリアル・パズルの力を再現する研究をしている「魔法科学研究所」が存在。
4体もの神獣が封じられており、第4章ではそれらを奪おうとする者たちと護ろうとする者たちとの間で全面戦争が繰り広げられる。
ゴビ国
メモリア魔法陣出場者の一人、ヒルドゥマーロの出身地。話す際に「〜ナリ」「〜ドゥーブル」など語尾に必ずなにかをつける（なおかつ語尾につける言葉は他の人と被ってはいけない）のが礼儀という独特の風習がある。
パキ島
第3章の最終決戦の舞台となった島。正確な位置は不明だが、アトラム大陸という大陸の南西に存在する。
草木一本生えていない岩地ばかりで、中央部が擂鉢状になっている。

## 既刊一覧
『ゼロクロイツ』の単行本については、該当記事を参照。

### マテリアル・パズル
単行本は、スクウェア・エニックス（旧・エニックス）が紙媒体および電子書籍を、講談社が電子書籍のみをそれぞれ発刊している。ただし前者は講談社の発刊に伴い、現在どちらのメディアも絶版となっている。また講談社電子書籍版では、下記の『彩光少年』全2巻が、21巻〜22巻として統合されている。
| 巻数 | スクウェア・エニックス版 | スクウェア・エニックス版 | スクウェア・エニックス版 | 講談社版              | 備考                             |
| 巻数 | 初版発行日（奥付）       | ISBN                     | 電子書籍版 配信開始日    | 電子書籍版 配信開始日 | 備考                             |
| ---- | ------------------------ | ------------------------ | ------------------------ | --------------------- | -------------------------------- |
| 1    | 2002年7月22日            | 4-7575-0719-4            | 2014年5月30日            | 2018年1月23日         |                                  |
| 2    | 2002年10月22日           | 4-7575-0792-5            | 2014年5月30日            | 2018年1月23日         |                                  |
| 3    | 2003年1月22日            | 4-7575-0841-7            | 2014年5月30日            | 2018年1月23日         |                                  |
| 4    | 2003年3月31日            | 4-7575-0899-9            | 2014年5月30日            | 2018年1月23日         |                                  |
| 5    | 2003年7月22日            | 4-7575-0967-7            | 2014年5月30日            | 2018年1月23日         |                                  |
| 6    | 2003年10月22日           | 4-7575-1036-5            | 2014年5月30日            | 2018年1月23日         |                                  |
| 7    | 2004年1月22日            | 4-7575-1100-0            | 2014年5月30日            | 2018年1月23日         |                                  |
| 8    | 2004年4月22日            | 4-7575-1168-X            | 2014年5月30日            | 2018年1月23日         |                                  |
| 9    | 2004年8月22日            | 4-7575-1233-3            | 2014年5月30日            | 2018年2月23日         |                                  |
| 10   | 2004年12月22日           | 4-7575-1319-4            | 2014年5月30日            | 2018年2月23日         |                                  |
| 11   | 2005年3月22日            | 4-7575-1362-3            | 2014年6月6日             | 2018年2月23日         | 外伝「殺し屋とティトォ」を収録。 |
| 12   | 2005年6月22日            | 4-7575-1431-X            | 2014年6月6日             | 2018年2月23日         |                                  |
| 13   | 2005年10月22日           | 4-7575-1525-1            | 2014年6月6日             | 2018年3月2日          |                                  |
| 14   | 2006年1月22日            | 4-7575-1586-3            | 2014年6月6日             | 2018年3月2日          |                                  |
| 15   | 2006年5月22日            | 4-7575-1672-X            | 2014年6月6日             | 2018年3月23日         |                                  |
| 16   | 2006年8月22日            | 4-7575-1720-3            | 2014年6月6日             | 2018年3月23日         |                                  |
| 17   | 2006年12月22日           | 4-7575-1811-0            | 2014年6月6日             | 2018年3月23日         |                                  |
| 18   | 2007年4月22日            | 978-4-7575-1941-1        | 2014年6月6日             | 2018年3月23日         |                                  |
| 19   | 2007年7月22日            | 978-4-7575-2025-7        | 2014年6月6日             | 2018年3月23日         |                                  |
| 20   | 2007年10月22日           | 978-4-7575-2113-1        | 2014年6月6日             | 2018年3月23日         |                                  |

### マテリアル・パズル 〜彩光少年〜
単行本には『彩光少年』の前に連載された外伝も収録。巻数は1巻から振りなおされているが、カバー裏では"21""22"と第2章の最終巻から続けて巻数が振られている。
上述の通り、講談社電子書籍版では『マテリアル・パズル』の21〜22巻として発売されている。
| 巻数  | スクウェア・エニックス版 | スクウェア・エニックス版 | スクウェア・エニックス版 | 講談社版              | 備考                                                      |
| 巻数  | 初版発行日（奥付）       | ISBN                     | 電子書籍版 配信開始日    | 電子書籍版 配信開始日 | 備考                                                      |
| ----- | ------------------------ | ------------------------ | ------------------------ | --------------------- | --------------------------------------------------------- |
| 1(21) | 2008年10月22日           | 978-4-7575-2381-4        | 2014年6月13日            | 2018年4月23日         | 冒頭には序章から第2章までのダイジェストも収められている。 |
| 2(22) | 2009年3月22日            | 978-4-7575-2475-0        | 2014年6月13日            | 2018年4月23日         |                                                           |

### マテリアル・パズル 〜神無き世界の魔法使い〜
カバーなどに表記された単行本の巻数には、22巻から続けての巻数も小さく振られている。
| 巻数   | 初版発行日（奥付） | ISBN              | 備考                                                                           |
| ------ | ------------------ | ----------------- | ------------------------------------------------------------------------------ |
| 1(23)  | 2019年2月22日      | 978-4-06-514639-2 |                                                                                |
| 2(24)  | 2019年3月22日      | 978-4-06-514952-2 |                                                                                |
| 3(25)  | 2019年4月23日      | 978-4-06-514953-9 | 『ゼロクロイツ』完結後にガンガンONLINEに掲載された「ミカゼと魔王の骨」を収録。 |
| 4(26)  | 2019年9月20日      | 978-4-06-516888-2 |                                                                                |
| 5(27)  | 2020年2月21日      | 978-4-06-518040-2 |                                                                                |
| 6(28)  | 2020年8月20日      | 978-4-06-519412-6 |                                                                                |
| 7(29)  | 2021年1月21日      | 978-4-06-521899-0 |                                                                                |
| 8(30)  | 2021年6月23日      | 978-4-06-523546-1 |                                                                                |
| 9(31)  | 2022年2月22日      | 978-4-06-526084-5 |                                                                                |
| 10(32) | 2023年2月21日      | 978-4-06-526085-2 |                                                                                |

### 関連書籍など
- マテリアル・パズル 〜神無き世界の魔法使い〜 3.5巻 - 『神無』1〜3巻 全巻初版購入特典
- マテリアル・パズル 〜神無き世界の魔法使い〜 6.5巻 - 『神無』5巻初版および月刊モーニングtwo（2020年4または5月号）購入者対象 有料応募者全員サービス
- マテリアル・パズル 裏設定資料集 - 『神無』6巻初版購入特典 ダウンロード専用
- マテリアル・パズル 〜神無き世界の魔法使い〜 8.5巻 - 『神無』8巻初版および月刊モーニングtwo（2021年8月号）購入者対象 有料応募者全員サービス